# Banoštor
Banoštor (srbsky Баноштор) je vesnice v západní části Vojvodiny v Srbsku, spadající pod opštinu Beočin.
Vesnice leží na břehu řeky Dunaje (naproti vsi Begeč), obklopuje jí podhůří pohoří Fruška Gora. První připomínka o vsi pochází z roku 1198, kdy vznikla v blízkosti místního benediktského kláštera. Současný název vznikl zkomolením latinského Ban Monasterium. Rozvinula se na ústí Čitluckého potoka do Dunaje, jak dokládají mapy prvního vojenského mapování i další historické. Obcí prochází silnice z Iloku do Sremské Kamenice. Stojí zde také malý osobní přístav na Dunaji.
Mezi zajímavosti obce patří trosky kostela svatého Rudolfa.